# Гастон Вио
Гастон Вио (на френски: Gaston Viaud) е френски психолог.

## Биография
Роден е през 1899 година в Нант, Франция. Учи при Морис Халбвакс, Шарл Блондел и Морис Прадин. През 1938 става доктор на филологическите науки, а от 1950 е доктор на естествените науки. След това преподава философия в Университета в Страсбург, а впоследствие пренасочва вниманието си към психофизиологическите изследвания. В резултат на тях, Вио изработва статистически метод за изучаване на таксиса при животните. Започва активно да се интересува и изследва фототропизма и галванотропизма при животните, а после и слуха и съня. От 1947 г. става научен директор в Националния център за научни изследвания и е назначен за завеждащ катедрата по психофизиология в Страсбургския университет, която самия той създава. Две години по-рано започва да ръководи лаборатория по зоопсихология до смъртта си през 1961 г.